# 龚昌荣
龚昌荣（1903年—1935年4月13日），又名邝惠安、邝福安。广东新会县水南乡龙环里（现属蓬江区水南龙环里）人，中国共产党早期人物。

## 生平
原姓李。出身广东新会一个贫穷佣工家庭，小时候被卖给了旅美华侨龚福利做养子，改名龚昌荣，成年后脱离龚家，到广州做工。
1925年新会水南乡成立农民协会和农民自卫军，龚昌荣参加农民运动。1925年6月参加省港大罢工，任广州工人纠察队的中队指导员，并加入中国共产党。1926年10月底，纠察队改编，任缉私卫商团某连政训员。是练习射击，为他后来成为百发百中的神枪手。1927年底参加广州起义，任工人赤卫队敢死队连长。起义失败后跟随澎湃在海陆丰地区坚持武装斗争，担任第四师连长。1928年春，按照省委的指示，龚昌荣秘密来到广州湾（今湛江），与中共南路特委一起组织发动高州、雷州兵变行动。11月，因暴露身份，龚昌荣撤离广州湾。1930年7月到香港，中共香港市委书记邓发组织“打狗队”，任打狗队队长。先后处决了内奸游体仁和侦缉队长谢安等。陈铁儿（陈铁军妹妹）按计划约游体仁（已叛变）到地下据点修理厕所水龙头。游听说是去据点，以为又有机会向谢安领功，就跟着陈铁儿去到山顶一别墅。游刚走进厕所，龚昌荣就拨出匕首，一个箭步冲到其跟前，一下结束了这个其性命。
1931年4月顾顺章叛变后，因为他极为熟悉上海特科及红队情况，周恩来将顾顺章认识的特科人员全部转移，从外地抽调陈云、康生等接管特科，并重建红队。上海的中央军委参谋长聂荣臻下，1931年9月周恩来调香港红队队长邝惠安任中央特科红队队长，保卫中央机关的安全。内部人称“邝哥子”。邝惠安在红队建立严格的组织纪律，把队员分为若干小组，互不联系，由他本人与各小组保持联络；组内则由组长与组员单线联系。队员用公开职业做掩护，和家属同住，平时也不带枪。邝惠安在上海设立若干秘密据点，存放枪支、弹药，行动时才到秘密据点取武器。在上海法租界巨赖达路凤祥银行2楼住所就存放一批枪械，由妻子张美香（当时已带着2个孩子到上海参加革命工作）负责保护机关和管理枪弹。邝惠安到中央特科一个多月后，共产国际指示周恩来撤离上海，转移到江西中央苏区。一年后中共中央机关也被迫撤离上海，转移江西瑞金。第一批出发的李维汉、陈云顺利转移，几天后第二批出发的卢福坦等被逮捕，陈赓也在撤离上海时被捕。
邝惠安接掌中央特科（1933.1－1934.11，是顾顺章、陈云、康生之后的第四任特科负责人）兼红队队长。“中共上海中央执行局”成立后兼任上海中央局保卫部部长。在党内，只有几位最高领导见过邝惠安，但也不知道他的住处。中共在上海的领导人，以及中共中央机关撤离后在上海的两个最高机构——中共上海中央执行局和江苏省委的领导人，卢福坦（政治局常委）、王云程（江苏省委书记）、李竹声（中央执行局书记）、袁孟超（总工会负责人）先后被捕叛变，但国民党方面却对邝惠安的真实姓名、身份和相貌仍然一无所知。邝惠安对红队的严格管理和严谨的活动方式，在中共上海地下领导机关接连遭到特务六次大破坏、先后几十位主要领导被捕的情况下，红队四年间不曾暴露，甚至让特务一点线索都抓不到。红队暗杀了很多著名叛徒以及中统在上海的领导人物。
1934年10月，中统上海沪西分区主任苏成德在敏特尼因路（今西藏路）北水泥桥，碰到了“细胞”张阿四。张阿四说被调到一个偏僻的地方练枪法，不能出来。苏成德当即判断张阿四可能要被吸收为红队的队员，就命令张阿四继续潜伏，然后布置特务在张阿四的住处附近设立隐蔽侦察点。几天后红队队员赵轩骑自行车来联系张阿四，被特务轮流盯梢发现其住处。赵轩的上线孟华庭来联系轩时，同样被特务盯梢跟踪……最终发现了邝惠安的住所——法租界巨赖达路风翔银楼的二楼。1934年11月初，中统上海区特派员游定一、行动股长陈蔚如、上海警察局特务股长刘槐等一起出动，带了一批特务抓捕邝惠安。红队的赵轩、孟华庭等约三十名队员同时被捕（据中统官员万大鋐说为28人）。徐恩曾亲自到狱中劝降，甚至答应邝惠安和他的红队队员可以不出卖党组织，只要加入中统、从事对日本方面的工作就行，被邝惠安、赵轩、孟华庭、祝金明等人严辞拒绝。。1935年4月13日，邝惠安、赵轩、孟华庭、祝金明四人被国民政府绞杀于南京宪兵司令部军法处第一监狱。4月15日，南京《新民报》在显眼位置报道：这是国民政府第一次执行绞刑。绞刑架是北洋政府为处决李大钊特意进口的，也是民国历史上唯一的一部。绞刑刽子手是临时培训上岗的。。
邝惠安等被捕牺牲后，红队不复存在，保存下来的中央特科人员全部撤离上海，转移到天津，在中共顺直省委领导下工作。中央特科及红队的历史落幕。
1986年12月1日，中华人民共和国民政部颁发革命烈士证明书。

## 家属
- 夫人张美香（1903-1951 ），水南乡张家庄（现属蓬江区水南凤翔里）人。1921年龚昌荣中学毕业后与同乡张美香结婚。
- 女儿陈競雄
- 儿子陈思群（陈兢球，1934-）：1952年入党。

## 纪念
江门市各部门的支持和协助下，2019年蓬江区委国家安全委员会办公室围绕龚昌荣烈士开展了深入细致的资料挖掘工作，发现并确认龚昌荣的故居，开展资料挖掘和红色教育基地建设工作。革命烈士龚昌荣祖屋被核定为蓬江区不可移动文物。该建筑被确定为革命烈士龚昌荣自1907年开始居住的祖屋，面积约160平方米，结构完整，基本保持原状，没有严重破损的地方。江门市委组织部以龚昌荣烈士短暂而光辉的一生为题材的纪录片《信仰铸就英魂》，列为党员教育电视片的重点题材，在凤凰卫视中文台播出。